# Andrea Tierney
Andrea Tierney (* 1955 in Linz) ist eine österreichische Malerin und Designerin. Sie lebt und arbeitet in London und in Oberösterreich.

## Leben und Wirken
Tierney studierte Malerei an der Universität für künstlerische und industrielle Gestaltung Linz, Malerei bei den Professoren Wolfgang Hollegha und Anton Lehmden und Kunsterziehung bei Franz Graf und Werkerziehung bei Edelbert Köb an der Akademie der bildenden Künste Wien, Hypermedia Studies und Computertechnologien an der University of Westminster, London (Master of Arts) und Textiles Design am Central Saint Martins College of Art and Design, London (Bachelor of Arts).
Sie lebt seit den 1980er-Jahren in England unterrichtete dort 15 Jahre land als Kunstlehrerin an höheren Schulen, als Gastkünstlerin an Grundschulen und als Zeichnen und Mallehrerin in der Erwachsenenbildung. Viele ihrer Projekte sind inspiriert von ihren Städtereisen.
Sie ist in künstlerischen Disziplinen wie Aquarell, Malerei, Grafik, Textil, Skulptur, interaktive Inszenierungen und digitalen Arbeiten aktiv.

## Ausstellungen
Die Künstlerin kann beginnend mit 2005 auf eine rege Ausstellungstätigkeit in England und in Österreich verweisen.